# Championnat d'Ukraine féminin de volley-ball
Le Championnat d'Ukraine de volley-ball féminin est la compétition nationale majeure, créée en 1992. Il est organisé par la Fédération de volley-ball d'Ukraine (Федерації волейболу України, ФВУ).

## Palmarès
| Année | Champion                         | Finaliste                             | Troisième                        |
| ----- | -------------------------------- | ------------------------------------- | -------------------------------- |
| 1992  | Iskra Louhansk                   | Orbita Zaporijia                      | Lokomotiv Dnipropetrovsk         |
| 1993  | Orbita Zaporijia                 | Iskra Louhansk                        | Krayan Odessa                    |
| 1994  | Iskra Louhansk                   | Orbita-ZAES Zaporijia                 | AF Oleksandriya Bila Tserkva     |
| 1995  | Iskra Louhansk                   | Orbita Zaporijia                      | Dynamo Jinestra Odessa           |
| 1996  | Iskra Louhansk                   | Dynamo Jinestra Odessa                | Orbita-ZAES Zaporijia            |
| 1997  | Iskra Louhansk                   | Khimvolokno-Sporttekh Tcherkassy      | Dynamo Jinestra Odessa           |
| 1998  | Khimvolokno-Triverton Tcherkassy | Orbita Zaporijia                      | Dynamo Jinestra Odessa           |
| 1999  | Iskra Louhansk                   | Khimvolokno-Krug Tcherkassy           | Dynamo Jinestra Odessa           |
| 2000  | Khimvolokno-Krug Tcherkassy      | Dynamo Jinestra Odessa                | Galitchanka Galeksport Ternopil  |
| 2001  | Dynamo Jinestra Odessa           | Dynamo-Krug Tcherkassy                | Galitchanka Galeksport Ternopil  |
| 2002  | Dynamo Jinestra Odessa           | Dynamo-Krug Tcherkassy                | ZDIA Zaporijia                   |
| 2003  | Dynamo Jinestra Odessa           | ZDIA Zaporijia                        | Krug Tcherkassy                  |
| 2004  | Dynamo Jinestra Odessa           | ZDIA Zaporijia                        | Krug Tcherkassy                  |
| 2005  | Krug Tcherkassy                  | Jinestra Odessa                       | Khimvolokno Tcherkassy           |
| 2006  | Krug Tcherkassy                  | Galitchanka Galeksport Ternopil       | Severodontchanka Sievierodonetsk |
| 2007  | Krug Tcherkassy                  | Jinestra Odessa                       | Orbita-Universitet Zaporijia     |
| 2008  | Krug Tcherkassy                  | Jinestra Odessa                       | Galitchanka Galeksport Ternopil  |
| 2009  | Severodontchanka Sievierodonetsk | Krug Tcherkassy                       | Galychanka-Dynamo-TNEU Ternopil  |
| 2010  | Galychanka-Dynamo-TNEU Ternopil  | Jinestra Odessa                       | Krug Tcherkassy                  |
| 2011  | Khimik Youjne                    | Jinestra Odessa                       | Severodontchanka Sievierodonetsk |
| 2012  | Khimik Youjne                    | Kontinium-Volhynie-Universitet Loutsk | Severodontchanka Sievierodonetsk |
| 2013  | Khimik Youjne                    | Kontinium-Volhynie-Universitet Loutsk | Orbita ZTMC-ZNU Zaporijia        |
| 2014  | Khimik Youjne                    | Severodontchanka Sievierodonetsk      | Orbita ZTMC-ZNU Zaporijia        |
| 2015  | Khimik Youjne                    | Severodontchanka Sievierodonetsk      | Orbita ZTMC-ZNU Zaporijia        |
| 2016  | Khimik Youjne                    | Orbita ZTMC-ZNU Zaporijia             | Severodontchanka Sievierodonetsk |
| 2017  | Khimik Youjne                    | Bilozgar - Meduniversitet Vinnytsia   | Volhynie-Universitet Loutsk      |
| 2018  | Khimik Youjne                    | Volhynie-Universitet Loutsk           | Galitchanka-TNEU-GADZ            |
| 2019  | Khimik Youjne                    | Orbita-ZNU-ZODUSH                     | Volhynie-Universitet-ODUSH       |
| 2020  | non terminé                      | non terminé                           | non terminé                      |

## Bilan par club
| Club                             | Titres | Ville           | Année                                                |
| -------------------------------- | ------ | --------------- | ---------------------------------------------------- |
| Khimik Youjne                    | 9      | Youjne          | 2011, 2012, 2013, 2014, 2015, 2016, 2017, 2018, 2019 |
| Iskra Louhansk                   | 6      | Louhansk        | 1992, 1994, 1995, 1996, 1997, 1999                   |
| Krug Tcherkassy                  | 6      | Tcherkassy      | 1998, 2000, 2005, 2006, 2007, 2008                   |
| Jinestra Odessa                  | 4      | Odessa          | 2001, 2002, 2003, 2004                               |
| Orbita Zaporijia                 | 1      | Zaporijia       | 1993                                                 |
| Severodontchanka Sievierodonetsk | 1      | Sievierodonetsk | 2009                                                 |
| Galitchanka Ternopil             | 1      | Ternopil        | 2010                                                 |